# Spiseforstyrrelse
Spiseforstyrrelse er et samlet betegnelse for flere tilstande eller lidelser med beslægtede karakteristika. De mest kendte spiseforstyrrelser er anoreksi (anorexia nervosa) og bulimi (bulimia nervosa).

## Generelt
En person har en spiseforstyrrelse når vedkommendes tanker, følelser og adfærd i forhold til mad, krop og legemsvægt begynder at begrænse livsudfoldelsen og forringe livskvaliteten. Personen bliver overoptaget af sin krop, vægt, udseende og spisning. Spiseforstyrrelser kan arte sig på forskellige måder for forskellige personer. For eksempel kan en person med spiseforstyrrelse lade være med at spise og nægte for at hun eller han er for tynd, miste kontrollen over spisningen og spise for meget, eller vedkommende kan planlægge at spise meget og så kaste maden op igen eller bruge afføringsmidler for at få det ud af kroppen igen uden at tage på i vægt.
En person med spiseforstyrrelse har foruden problemer med at forholde sig til mad, også problemer i forhold til egne tanker og følelser. Ud fra dette klassificeres spiseforstyrrelser som psykiske lidelser i officielle diagnosesystemer.

## Årsager til spiseforstyrrelser
Det er ingen enkle årsager til at nogen personer udvikler spiseforstyrrelser. Man regner med at nogen personer kan være specielt sårbare, sådan de i forbindelse med nogle udløsende faktorer udvikle en spiseforstyrrelse. Sårbarhedsfaktorer kan være af genetisk (arvelig) eller psykologisk (personlighedsmæssig) art. Miljømæssige forhold som tidlig samhandling med forældre og familiehistorie kan også være vigtige for om en person udvikler spiseforstyrrelse eller ej. Vestlig kultur og mediapåvirkning med stærke tyndhedsidealer, specielt for kvinder, har muligvis også en vis betydning for hvorfor nogen udvikler spiseforstyrrelser. 
Man antager også at der kan være flere mekanismer som er med til at opretholde spiseforstyrrelser. Disse kan være af fysiologisk, psykologisk eller social karakter.

## Forekomst
Der er en klar tendens til, at flere kvinder end mænd rammes af spiseforstyrrelser, bl.a. er 90% af de, der har bulimi, kvinder.
Spiseforstyrrelser forekommer ofte i miljøer hvor det er stort fokus på krop og præstation. Dette gælder for eksempel inden for eliteidrætsmiljøer, dans og ballet, og blandt modeller.

## Former for spiseforstyrrelser

### Anoreksi (Anorexia nervosa)
Nervøs Spisevægring :
En person med anoreksi begrænser bevidst sit madindtag til ekstreme små mængder, samtidig med at man ofte træner overdrevet meget. Den ramte får et forstyrret kropsbillede som gør at de ikke ser sig selv som undervægtige, men derimod det stik modsatte, på trods af at objektive kilder bekræfter det. Anorektikere udvikler ofte en stor viden om mad og ernæring og kender ofte energiindholdet i mange madvarer. Mange vejer alt de spiser. Ofte opleves en stærk angst i forbindelse med spisning. Anoreksi kan medføre flere alvorlige somatiske komplikationer som vækstreduktion, knogleskørhed, manglende menstruation og frugtbarhed, impotens hos mænd, manglende kønsmodning ved sygdomsdebut før pubertet og død.
I alvorlige tilfælde må patienten indlægges på sygehus og få tilført næring gennem en sonde.

### Bulimi (Bulimia nervosa)
Mennesker med bulimi er stærkt optagede af mad og har perioder med overspisning som efterfølges af forskellige måder hurtigt at få maden ud igen. De almindeligste måder at få maden ud på er selvfremkaldte opkastninger eller overdreven brug af afføringsmidler. Personerne oplever dårlig samvittighed og skamfølelse efter at have spist meget og opkast kan opleves som en renselse. Personer med bulimi kan have lange perioder med normal spisning, og de kan have perioder med mange spiseorgier hver dag. Personer med bulimi kan have normal vægt, men har en stor frygt for overvægt. Nogle personer med bulimi kan få problemer med negle, hår og tænder. Dette fordi gentaget overspisning og opkastning tærer på tandemaljen og forstyrrer vitamin- og mineralstatus i kroppen.

### Overspisning
En overspiser skifter mellem at spise meget mad uden egentlig at være sulten og at forsøge på at slanke sig, og evnen til at mærke sult og mæthedssignaler fra kroppen er forstyrret. Ofte vil følelser eller kropslige sensationer fortolkes som sult eller reduceres ved rigide slankeregler. Dette medfører at andre behov hun/han ikke får dækket adækvat bliver dulmet, som ved for eksempel trøstespisning. Nogle har spiseorgier flere ganger om ugen, nogle småspiser hele tiden, mens andre igen spiser virkelig meget i en periode, for så at faste i en lige så lang periode. Overspisning har ikke fået plads som selvstændig diagnose i officielle diagnosesystemer.

### Megareksi
Det er ofte mænd som udvikler denne type spiseforstyrrelse. Som en modsætning til anoreksi har denne personen et stort behov for at være stor, også i form af muskler. De spiser proteinrig mad og træner overdrevet meget. Lidelsen er også associeret med brug af anabole steroider. Det har ofte en meget hæmmende effekt på det sociale liv, hvis man lider af megareksi. Typisk fordi man er bange for at blive opfattet som værende lille og ikke veltrænet nok.  Megareksi har ikke fået plads som selvstændig diagnose i officielle diagnosesystemer.

### Ortoreksi
Mennesker med denne spiseforstyrrelse er overdrevent optaget af at spise sundt og rigtig. Dette kan gå ud over livskvaliteten, og flere forskere mener dette er en form for tvangslidelse. Ortoreksi har ikke fået plads som selvstændig diagnose i officielle diagnosesystemer.